# Pietro Ottoboni (kardinál)
Pietro Ottoboni (2. července 1667 Benátky – 29. února 1740 Řím) byl italský kardinál, mecenáš umění a libretista. Pocházel z benátského šlechtického rodu Ottoboniů. Je považován za posledního kardinála nepota v dějinách církve, protože ho kardinálem 7. listopadu 1689 jmenoval jeho prastrýc Alexandr VIII., který se původně jmenoval rovněž Pietro Ottoboni.